# 林國珪
林國珪（1893年—1955年），字湘臣，浙江鎮海人，中華民國外交官，日本問題專家。

## 生平
生於大清浙江省寧波府鎮海縣（今寧波市鎮海區）。早年赴日本留學，就讀於東京帝國大學（今東京大學）。原學習理工科，後轉讀經濟學。歸國在中華民國外交部任職。長期擔任中華民國駐日屬台灣之外交官。抗日戰爭爆發後歸國。
- 民國十九年（1930年）6月6日，被派署至中華民國駐台北總領事館署隨習領事。於民國二十年（1931年）3月27日到任。於民國二十年（1931年）9月28日任命。[2]。
- 民國二十六年（1937年）2月8日派代駐中華民國駐台北總領事館副領事。民國二十六年（1937年）3月5日到任，民國二十六年（1937年）5月20日任命，旋即回國[3]。
- 民國二十七年至民國三十四年居上海﹐拒任汪政府職。
- 民國三十五年 任臺灣省臺北市市長辦公室秘書（兼市長 黃朝琴）。
- 民國三十六年至民國三十七年 任國立台灣大學聘任教授兼校長辦公室秘書（校長 陸志鴻）

## 家庭
原配浙江鎮海人江氏，生有五名子女。後續娶慈溪籍上海人洪毓賢，生有四名子女。
子林海峰，1942年出生於上海，續弦洪氏所出，為旅日著名圍棋大師。其兄林海濤（長林海峰十二歲），也是日本問題專家，圍棋名手。林國珪（父）、林海濤（兄）均為林海峰圍棋生涯啟蒙導師。
有妹林熺，嫁給吴嵩庆，台灣鋼鐵工業元老，唐榮鐵工廠前董事長。有外甥吴兴镛，Wu Sing-yung（吴嵩庆子），美國醫學家、加州大学醫學教授。